# Красивая королевская змея
Красивая королевская змея (Lampropeltis calligaster) — неядовитая змея семейства ужеобразных (Colubridae). Имеет 3 подвида.
Общая длина достигает 0,75—1 м. Голова сжатая с боков, немного вытянута. Глаза большие. Туловище стройное и массивное. Окраска варьирует от палевого до коричневого с тёмно-коричневыми или красными прямоугольными поперечными пятнами. Молодые особи имеют более контрастные цвета с тёмными пятнами на светлом, розовом фоне. Брюхо желтоватое с чёрными прямоугольными поперечными пятнами. Встречаются альбиносы, которые окрашены в розовые и красные тона, без примеси чёрного и коричневого.
Любит засушливые биотопы: прерии, редколесья, кустарниковые пустоши, лесные поляны. Значительную часть жизни проводит под землёй, где роет длинные ходы. На поверхности эту змею можно встретить нечасто. Обычно селится неподалёку от постоянных водоёмов. Питается грызунами, лягушками, птицами и другими змеями.
Это яйцекладущая змея. Самка откладывает до 12 яиц.
Обитает в центральных и юго-восточных районах США от Техаса до Северной Каролины и Флориды.